# 钦港铁路
钦港铁路建成于1996年。线路连接中华人民共和国广西壮族自治区钦州市和钦州港，全长33千米，为广西壮族自治区的地方铁路。

## 连接线路
- 钦州站：南防铁路、钦北铁路

## 事件
- 2022年8月3日，57003次列车在钦港铁路钦州东普速场至海棠站区间运行时，司机发现前方约300米处有2名女子在线路上拍照，立即采取紧急制动停车，鸣笛警示。据调查，这2名违法上道人员是附近中学的学生。2人于8月3日15时许相约上线拍照，后到达钦港铁路。其间，2人共计造成两趟（57003次、45421次）列车防撞停车。钦州港铁路公安派出所根据《中华人民共和国治安管理处罚法》分别给予2人各罚款100元的行政处罚，并进行批评教育[1]。